# Eurytoma leeuwenhoeki
Eurytoma leeuwenhoeki är en stekelart som beskrevs av Girault 1929. Eurytoma leeuwenhoeki ingår i släktet Eurytoma och familjen kragglanssteklar. Inga underarter finns listade i Catalogue of Life.